# 村田経芳
村田 経芳（むらた つねよし、旧字体：村田經芳、天保9年6月10日（1838年7月30日） - 大正10年（1921年）2月9日）は、薩摩藩藩士、日本陸軍軍人。階級は陸軍少将。栄典は従二位勲一等男爵。通称は勇右衛門（ゆうえもん）または勁左衛門（けいざえもん）。村田銃の開発者として知られる。

## 経歴
薩摩藩士・村田蘭斎（諱は経徳）の長男として生れる。藩随一の射撃の名手として知られ、戊辰戦争では外城一番隊長として従軍し、鳥羽・伏見の戦いなど東北各地を転戦した。
1871年に御親兵として上京し、陸軍歩兵大尉に任官する。1875年、射撃技術と兵器研究のため、フランスなどヨーロッパに派遣される。1877年、陸軍少佐。陸軍戸山学校教官として銃の改良や射的技術の向上にあたり、1880年には最初の国産銃・十三年式村田銃を開発した。
陸軍省東京砲兵工廠御用掛、貴族院議員を歴任した。1890年に陸軍少将に昇進して予備役編入となる。1896年6月5日、戊辰戦争・西南戦争の軍功により男爵を叙爵。村田の兵器＆武器設計の研究は、三十年式歩兵銃や三十一年式速射砲の設計で有名となる有坂成章に引き継がれた。
1921年、肝臓病のため死去。享年83。墓地は、東京都台東区の谷中霊園。

## 逸話
- 射的に長じ、欧州各地の射撃競技にも出場して優勝したと伝えられる[要出典]。
- 明治中期、大磯に別荘を所有した。

## 年譜
- 天保9年6月10日：鹿児島城下山之口馬場町で出生
- 明治6年3月31日：陸軍省第三局第一課長
- 明治14年10月24日：東京砲兵工廠御用掛
- 明治15年12月29日：勲三等（村田銃発明の功）
- 明治16年2月6日：陸軍大佐
- 明治23年9月29日：貴族院議員[2]
- 明治23年10月4日：陸軍少将・予備役
- 大正10年2月9日：没

## 栄典
位階
- 1905年（明治38年）10月30日 - 従三位[3]
- 1914年（大正3年）6月18日 - 正三位[4]
- 1921年（大正10年）2月9日 - 従二位[5]

勲章等
- 1891年（明治24年）3月18日 - 勲二等旭日重光章[6]
- 1906年（明治39年）4月1日 - 勲一等瑞宝章[7]
- 1915年（大正4年）11月10日 - 大礼記念章[8]

外国勲章佩用允許
- 1887年（明治20年）12月23日 - オスマン帝国：治慈恵第三等勲章[9]

## 親族
- 長男 村田綱太郎（男爵）[10]
- 孫 村田保定（貴族院男爵議員、安場末喜三男、綱太郎養嗣子）[10]
- 曾孫 村田経和（独文学者、学習院大学名誉教授、保定長男）

## 村田経芳を題材とした作品
- 東郷隆『狙うて候 銃豪村田経芳の生涯』実業之日本社、2003年。ISBN 4408534439
- 兵頭二十八(原作・解説)・小松直之(劇画)『イッテイ 13年式村田歩兵銃の創製』四谷ラウンド、1998年。ISBN 4946515232